# Bomberman 64 (jeu vidéo, 1997)
Pour les articles homonymes, voir Bomberman 64.
Bomberman 64 (Baku Bomberman (爆ボンバーマン) au Japon) est un jeu vidéo d'action sorti en 1997 sur Nintendo 64. Le jeu a été développé et édité par Hudson Soft au Japon, mais édité par Nintendo en Amérique du Nord et en Europe.

## Système de jeu
Bomberman 64 est réalisé entièrement en trois dimensions et contient six mondes qui sont déclinés en deux niveaux et se terminent par un boss pour chaque monde.
Le joueur contrôle Bomberman en vue de dessus dans un environnement en trois dimensions. Bomberman ne peut ni sauter, ni courir, mais peut lancer des bombes et les envoyer en ligne droite. Dans chaque niveau, Bomberman doit atteindre un cube signifiant la fin du niveau. Pour l'atteindre, il doit poser des bombes aux bons endroits afin de progresser et détruire les ennemis sur son passage.
Un bonus permet également de transformer les bombes en bombes à retardement. Un autre permet de gonfler les bombes. En combinant les deux, Bomberman peut les lancer, les empiler et se jeter dessus, en sautant d'une corniche par exemple, pour atteindre de nouveaux endroits.  Cela permet souvent de trouver l'objet secret « carte d'or ».

## Commercialisation
Bomberman 64 sort au Japon le 26 septembre 1997, en Europe le 14 novembre 1997 puis en Amérique du Nord le 1er décembre 1997,.

## Accueil
Le mensuel britannique N64 Magazine, attribue à Bomberman 64 la note de 50%. Le testeur Zy Nicholson regrette la 2D qui est selon lui « gâchée ou perdue » au détriment de la 3D. Le mode Battle est également pointé du doigt, notant que Bomberman doit « se contenter d'un petit jeu de puzzle plateformes 3D bancal ». N64 Magazine conclut le test de Bomberman 64 comme étant « un bref divertissement, mais une véritable déception pour les fans les plus dévoués de Bomberman ».
La presse écrite française est un peu plus enthousiaste avec le soft, Consoles + note le jeu à 93%, relevant quelques soucis de vue et une 3D parfois imprécise mais conclut le test positivement, retenant le concept du jeu comme point fort, qualifié de « toujours génial ». Note similaire pour Player One, qui est de 89%, le testeur "Wonder" souligne une maniabilité limitée « à cause du pad analogique » et résume le jeu qui « vaut surtout pour son mode Story ».